# Cheltenham
Cheltenham és un municipi de la regió de Gloucestershire, Anglaterra. Té una població de 112.000 habitants.

## Educació
- Cheltenham College
- Hartpury College
- Pate's Grammar School

## Districtes
Són: Arle, Benhall, Charlton Kings, Fairview, Fiddlers Green, Hesters Way, Leckhampton, Montpellier, Oakley, Pittville, Prestbury, The Reddings, Rowanfield, St Marks, St Pauls, St Peter's, Springbank, Springfields, Swindon Village, Up Hatherley, Whaddon and Wyman's Brook.

## Cultura

### Museus
El Cheltenham Art Gallery & Museum té una notable col·lecció de pintures de l'era de la tendència en Arts and crats. El Holst Birthplace Museum te objectes personals del compositor de "The Planets", incloent-hi el seu piano personal.

### Pel·lícules i televisió
Cheltenham ha sigut seu de moltes sèries de televisió com ara la creada per la BBC "Butterflies".

## Fills il·lustres
- Emile Shinner (1860-1901) violinista.
- Ralph Richardson (1902 - 1983) actor.[2]

## Ciutats agermanades
- - Annecy, França
- - Cheltenham (Pennsilvània), Estats Units d'Amèrica
- - Göttingen, Alemanya
- - Sotxi, Rússia
- - Weihai, Xina
- - Stampersgat, Països Baixos
- - Kisumu, Kenya